# Jan Agrell
Jan Götrik Kristofer Agrell, (nacido el 6 de agosto de 1918 en Lund, fallecido el 3 de abril de 2005), fue un investigador sueco en pedagogía y psicología que trabajó en el Instituto de Psicología Militar (MPI) y en el Instituto de Investigación de Defensa (FOA). Agrell es autor de varios libros de texto militares suecos con contenido psicológico.

## Biografía
Jan Agrell fue hijo de Sigurd Agrell, profesor de lenguas eslavas en Lund, y de la directora de gimnasia Anna Elvira Osterman. Agrell estudió en Universidad de Lund, donde obtuvo el candidato en filosofía, y posteriormente el licenciado en filosofía en 1946 y el doctor en filosofía en 1949 con la tesis Nuevas cátedras en la facultad de filosofía de Lund durante la primera mitad del siglo XIX. En 1950, se convirtió en docente en pedagogía y psicología pedagógica en Universidad de Uppsala, donde trabajó en el departamento de pedagogía hasta 1955.
En 1955, Agrell se convirtió en jefe del recién formado MPI en Estocolmo, y permaneció en ese cargo hasta que MPI se incorporó a FOA en 1974. Durante su tiempo como jefe de MPI, ocupó el cargo de psicólogo militar. Participó en la creación de un nuevo sistema de selección para servicio militar y fue miembro del comité de desarme desde 1966. En 1973, Agrell recibió el título de profesor. Continuó trabajando en FOA hasta su jubilación en 1983, y luego como consultor en FOA y en el ministerio de defensa hasta 1990.
Agrell fue miembro de la Academia de Ciencias de la Guerra desde 1959. Estaba casado con la licenciada en filosofía Estrid Ehrenberg y era padre de Wilhelm Agrell. Era hermano del zoofisiólogo Ivar Agrell. Jan Agrell está enterrado en el cementerio de Augerum.